# Smidtia latifrons
Smidtia latifrons là một loài ruồi trong họ Tachinidae.